# Fissura pterygomaxillaris

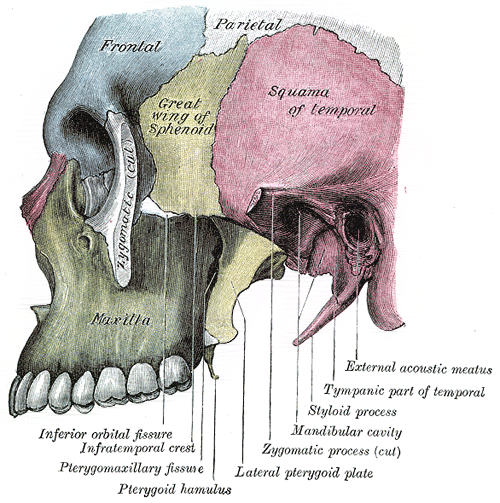
Seitenansicht des menschlichen Schädels

Die Fissura pterygomaxillaris (Flügel-Oberkiefer-Spalte) ist eine variabel auftretende beiderseitige Knochenöffnung, die von der Flügelgaumengrube (Fossa pterygopalatina) zur Unterschläfengrube (Fossa infratemporalis) führt. Sie wird vom Oberkieferhöcker (Tuber maxillae) und der Seitenplatte des Flügelfortsatzes (Processus pterygoideus) des Keilbeins begrenzt. Durch die Fissura pterygomaxillaris treten der Endast der Oberkieferarterie (Arteria maxillaris) und die vom Nervus maxillaris abgehenden kleinen Gaumennerven (Nervi palatini minores) hindurch.